# Douaumont
Douaumont is een voormalige gemeente in het Franse departement Meuse (regio Grand Est) en telt 8 inwoners (2011). De plaats maakt deel uit van het arrondissement Verdun. Op 1 januari 2019 fuseerde de gemeente met Vaux-devant-Damloup tot de commune nouvelle Douaumont-Vaux.

## Geschiedenis
In en rondom Douaumont (nabij Verdun) is in de Eerste Wereldoorlog heftig gevochten. Een gelijknamig knekelhuis is na de Eerste Wereldoorlog opgericht ter nagedachtenis aan de gevallenen. Zie de artikelen Ossuarium van Douaumont en Fort Douaumont.

## Geografie
De oppervlakte van Douaumont bedraagt 5,0 km², de bevolkingsdichtheid is 1,6 inwoners per km².
De onderstaande kaart toont de ligging van Douaumont met de belangrijkste infrastructuur en aangrenzende gemeenten.

## Demografie
Onderstaande figuur toont het verloop van het inwonertal (bron: INSEE-tellingen).